# Joan Baptista Manyà i Alcoverro
Joan Baptista Manyà i Alcoverro (Gandesa, 31 d'octubre de 1884 - Tortosa, 22 de desembre de 1976) fou un filòsof i teòleg català.

## Infantesa i ensenyament primari (1884-1895)[calcitació]
L'àvia materna i la mare tingueren una influència decisiva en la primera infantesa i el predisposaren a l'estudi i a la vocació sacerdotal. Ell recorda, però, amb elogis, el seu mestre en Josep Guàrdia, qui en dos cursos li donà bagatge cultural i pressionà la família de pagesos per tal que l'alumne predilecte estudiés fora del poble.

## Anys de seminarista a Tortosa (1895-1901)[calcitació]
Les seves preguntes subtils i fondes el fan destacar en mig d'un professorat i condeixebles de to grisenc i rutinari. Ell anomena amb agraïment el professor de Llatí del tercer curs d'Humanitats, mossèn Joaquim Gamundi. N'afirma que era un home que sabia fer estudiar i fer entendre interès per l'assignatura (…) Vaig aprendre tot allò que sé de sintaxi llatina.

## Estudis filosòfics i teològics al Seminari de Tortosa (1901-1905)[calcitació]
En té i en confessa una gran desil·lusió perquè faltaven al professorat qualitats didàctiques i científiques. Per això es va espavilar autàrquicament, llegint tot allò que li semblava de la biblioteca, i així pogué pensar per compte propi. Tenia aquest estil el perill típic de l'autoformació que no té visió orgànica i equilibrada de la matèria. Per això, afirma: sols a Roma vaig poder corregir o atenuar els efectes d'aquesta autoformació... encara avui en pateixo les conseqüències.

## Tres cursos a Roma (1905-1909)[calcitació]
A la Universitat Gregoriana es doctora en teologia i filosofia. Lluís Billot i Van Laak influeixen poderosament en la seva formació. El primer pel seu estil independent i el segon per la seva erudició.
Cau malalt i el metge li prohibeix estudiar més de mitja hora seguida. Ell reacciona positivament i concentra l'atenció en els trenta minuts que li permeten assimilar igualment les idees.
A les vacances d'estiu, a Itàlia, llegeix els set volums de la Filosophia lacensis dels jesuïtes alemanys i així coneix l'existència de Descartes, Leibniz, Christian Wolff, Kant, etc. Diu a Les meves confessions que l'autor que més ha influït en el seu estil intel·lectiu és Jaume Balmes i Urpià, però en el seu ideari i en part en el seu estil foren Tomàs d'Aquino i els seus dos comentaristes Gaietà i Ferrariensis; també Suàrez i Joan de Sant Tomàs. Entre els moderns els seus professors, cardenals Billot i Franzelin.

## Maduració del pensament Manyanista (1909-1942)[calcitació]
En tornar de Roma més que mestre es considera alumne ben preparat per a dedicar-se a estudis seriosos de Teologia i Filosofia... com home que dedicà tota la vida al treball intel·lectual essent en estat de formació perpètua dins d'un progrés intel·lectiu que no té fites.

### Docència al Seminari de Tortosa (1909-1921)[calcitació]
Tota ella plena de satisfaccions des de la Càtedra de Teologia i Escriptura en comprovar l'avenç de l'alumnat en continguts clars i estil dialèctic. Els seus alumnes guanyen els primers llocs a les oposicions i són reconeguts pertot arreu com estudiosos ben preparats per un mestre extraordinari.
Tothom sap que la seva fidelitat ardent i indomable a la cultura i esperit català li costà la sortida del Seminari juntament amb Bellpuig, Cucala i el seu germà Joaquim. Tots plegats conformaren la Lliga de la Mare de Déu de la Cinta, que, entre d'altres, perseguí l'objectiu de recuperar la pronúncia catalana del llatí, encoratjats per mossèn Antoni Maria Alcover. La proposta no fructificà, i comportà l'expulsió del seminari conciliar dels esmentats.

### Investigació privada. Institució Balmesiana. Guerra civil (1921-1936)[calcitació]
És l'època de major reflexió i producció psicopedagògica que floreix en articles apareguts a Criterion, Paraula Cristiana, Llibreria Balmesiana i, sobretot, els llibres El pensament i la imatge, i El talent. I.
És l'època de l'amistat i la col·laboració amb altres sacerdots i intel·lectuals de Catalunya: Carles Cardó, Carreras, Tomàs Bellpuig, Llovera, Anglès, Ignasi Casanova, Serra, Ubach, Miquel Desplugues, etc. Destaquem l'Amistat Casanova-Manyà, els qui partint de Jaume Balmes i Urpià volien fer la simbiosi joventut-filosofia.
Temps de les conferències i cercles d'estudi amb el jovent del moviment fejocista, secundat a Tortosa pel seu deixeble preferit mossèn Rafel Escuder.

### Guerra civil (1936-1939)[calcitació]
Són dies de persecució religiosa i ensems de reflexió espiritual. Las meditaciones marianas en las ergàstulas del S.I.M., són fruit d'aquell temps de tensió i devoció mariana. La millor font d'informació però de la seva actitud sacerdotal és el llibre Les meves confessions.
És rector de la feligresia tortosina de Ferreries i d'un annex rural, Vinallop. Vostè predica massa clar, sense retòriques, li diuen alguns senzills feligresos.

## Fecunditat literària (1924-1976)[calcitació]
Durant trenta-quatre anys va escriure els cinc volums de Theologumena i la resta de les obres, citades en la bibliografia, tasca que combinà amb vint anys de docència a l'Institut de Tortosa i de direcció espiritual als creients que el visitaven i li demanaven consell.
Va reviscolar el Seminari de Castelló. Volia ésser soterrat als peus de la Mare de Déu de la Fontcalda: Roma li ho concedí i hi fou sebollit, rere l'altar major.
L'obra pòstuma de Manyà és el volum sisè de Theologumena dedicat a la fe. Es conserven els inèdits en llatí si bé ens deixà un resum en català.